# Région lignitifère d'Allemagne centrale

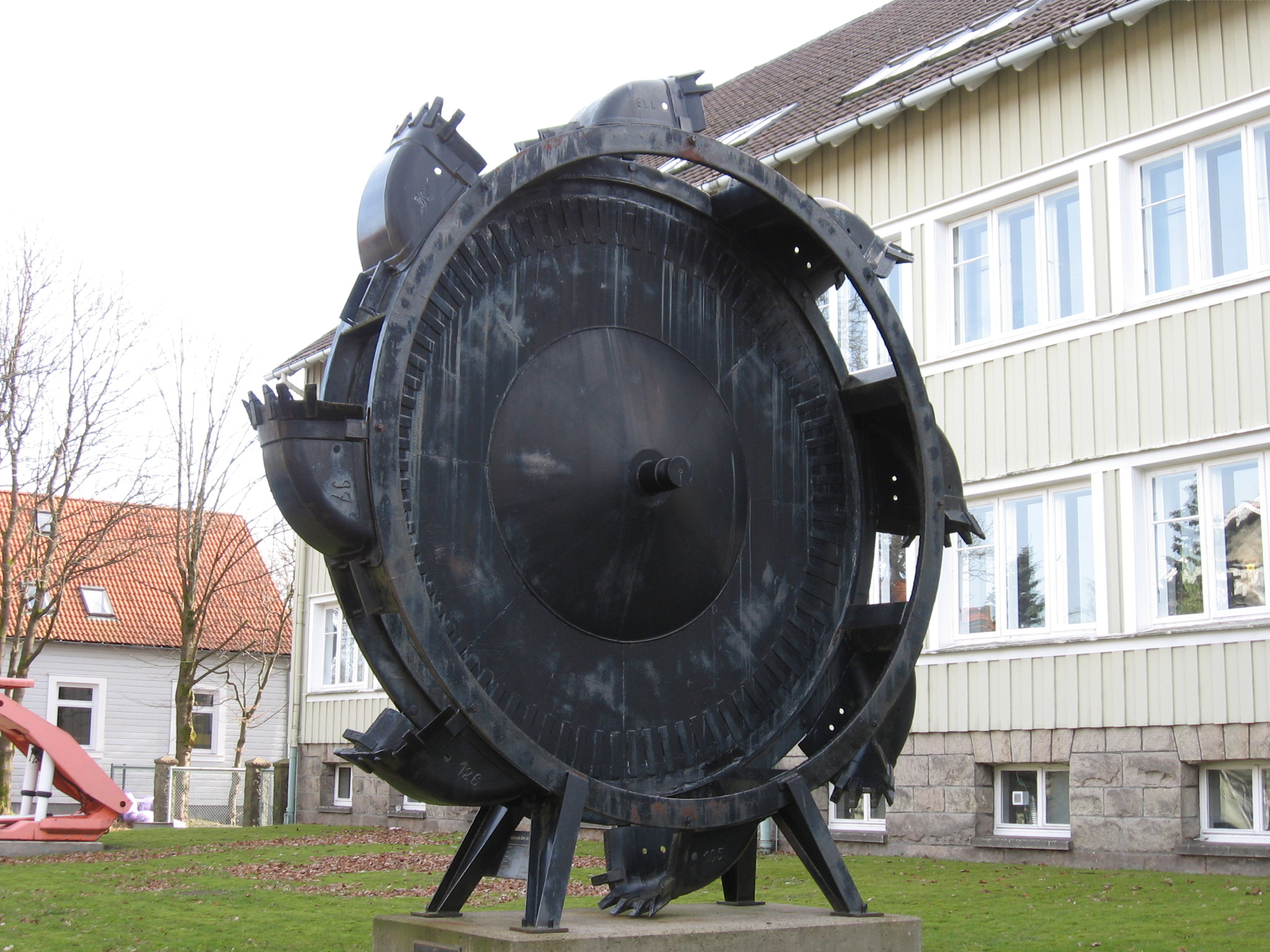
Le rotor d'une excavatrice à godets utilisé de 1955 à 1993 dans le bassin minier d'Helmstedt.

La région lignitifère d'Allemagne centrale (Mitteldeutsches Braunkohlerevier) désigne plusieurs bassins miniers d'extraction de lignite situés en Allemagne centrale, au sud-est de l'ancienne Allemagne de l'Est. Plusieurs de ces bassins sont partiellement ou totalement en cours de renaturation dans un processus de végétalisation et de création de lacs artificiels en lieu et place des anciennes mines. On parle donc de plus en plus de région des lacs d'Allemagne centrale pour désigner ces anciens bassins réhabilités. 
Cette région riche en lignite est exploitée par la Mitteldeutsche Braunkohlengesellschaft mbH (MIBRAG).

## Les bassins ligniteux
La région lignitifère inclut les bassins miniers suivants :
- Bassin minier du Sud-Lipsien à Borna et Markkleeberg en Saxe.
- Bassin minier de Meuselwitz-Altenbourg à Meuselwitz et Altenbourg en Thuringe.
- Bassin minier de Bitterfeld à Bitterfeld en Saxe-Anhalt.
- Bassin minier du Sud-Hallois à Mersebourg et Querfurt en Saxe-Anhalt.
- Bassin minier de Zeitz-Weißenfels à Weißenfels, Hohenmölsen et Zeitz en Saxe-Anhalt.

ainsi que quelques bassins miniers périphériques nord-occidentaux qui appartiennent géologiquement à la même région :
- actuel Arrondissement du Salzland dont Aschersleben, Nachterstedt, Staßfurt, Calbe.
- Röblingen am See dans le Seegebiet Mansfelder Land
- Egeln et Oschersleben.
- Bassin minier d'Helmstedt au sud d'Helmstedt en Basse-Saxe.